# Am Timan
Am Timan (em árabe: أم تيمان; romaniz.: Ạảm̊ Tīmāni) é uma pequena cidade localizada no sudoeste do Chade. É a capital da província de Salamat e é também uma das maiores cidades do país, com uma população de 52 270 habitantes de acordo com o censo de 2009. Situa-se a aproximadamente 600 quilômetros (370 mi) a leste de Jamena.